# Nati il 5 agosto

## XIII secolo(2)
- 1201 - Ferdinando III di Castiglia, re († 1252)
- 1262 - Ladislao IV d'Ungheria, sovrano ungherese († 1290)

## XIV secolo(1)
- 1301 - Edmondo Plantageneto, I conte di Kent, principe inglese († 1330)

## XV secolo(2)
- 1438 - Rao Bika, indiano († 1504)
- 1461 - Alessandro Jagellone, sovrano († 1506)

## XVI secolo(8)
- 1540 - Giuseppe Giusto Scaligero, storico, scrittore e umanista francese († 1609)
- 1548 - Michele Zappullo, storico italiano
- 1559 - Wawrzyniec Gembicki, arcivescovo cattolico polacco († 1624)
- 1565 - Paola Massarenghi, compositrice italiana
- 1578 - Carlo d'Albert, nobile francese († 1621)
- 1581 - Edvige di Danimarca, principessa danese († 1641)
- 1594 - Stefano Durazzo, cardinale e arcivescovo cattolico italiano († 1667)
- 1600 - Giannettino Gonzaga, religioso e teologo italiano († 1649)

## XVII secolo(16)
- 1607 - Antonio Barberini, cardinale italiano († 1671)
- 1623 - Alberto Sigismondo di Baviera, vescovo cattolico tedesco († 1685)
- 1623 - Antonio Cesti, compositore italiano († 1669)
- 1625 - Vincenzo Auria, avvocato, storico e poeta italiano († 1710)
- 1629 - Charles Colbert de Croissy, politico e diplomatico francese († 1696)
- 1631 - Adam Adamandy Kochański, matematico polacco († 1700)
- 1639 - Giulio Finocchi, religioso e storico italiano († 1716)
- 1647 - Anne Le Fèvre Dacier, traduttrice e filologa classica francese († 1720)
- 1655 - Fra Santo di San Domenico, religioso italiano († 1728)
- 1663 - Charles Armand de Gontaut-Biron, militare francese († 1756)
- 1681 - Carlo Maria Borio di Tigliole, diplomatico e giurista italiano († 1764)
- 1683 - Domenico Canevaro, doge († 1745)
- 1684 - Francesco Gonzaga, nobile italiano († 1758)
- 1691 - Charles d'Orléans de Rothelin, numismatico, teologo e presbitero francese († 1744)
- 1694 - Leonardo Leo, compositore italiano († 1744)
- 1699 - Ferdinando Maria Innocenzo di Baviera, principe e generale tedesco († 1738)

## XVIII secolo(28)
- 1708 - Giovanni Baldanza, librettista italiano († 1789)
- 1708 - Paolo Gerolamo Franzoni, presbitero italiano († 1778)
- 1711 - Bernardo Maria Valera, religioso e poeta italiano († 1783)
- 1714 - Marino Francesco I Caracciolo, VII principe di Avellino, principe italiano († 1781)
- 1718 - Tommaso Maria Ghilini, cardinale e arcivescovo cattolico italiano († 1787)
- 1724 - Adeodato Turchi, vescovo cattolico italiano († 1803)
- 1737 - Antonio Franconi, cavaliere e circense italiano († 1836)
- 1737 - Johann Friedrich Struensee, medico e politico tedesco († 1772)
- 1743 - Carlo Lodovico Morozzo, chimico e naturalista italiano († 1804)
- 1747 - Jan Křtitel Krumpholtz, compositore e arpista ceco († 1790)
- 1749 - Domenico Alberto Azuni, giurista e magistrato italiano († 1827)
- 1752 - Johann Philipp Bach, pittore tedesco († 1846)
- 1758 - Go-Momozono, imperatore giapponese († 1779)
- 1763 - Cesare Frichignono di Castellengo, nobile italiano († 1802)
- 1763 - Jakov Petrovič Kul'nev, generale russo († 1812)
- 1763 - Gaetano Polidori, drammaturgo, poeta e traduttore italiano († 1853)
- 1766 - Louis de Frotté, militare francese († 1800)
- 1768 - Sydenham Edwards, illustratore britannico († 1819)
- 1777 - Orazio Lerario, architetto e ingegnere italiano († 1856)
- 1785 - Zoé Talon, francese († 1852)
- 1785 - Jacob Laurids Thrane, architetto danese († 1819)
- 1786 - Felice Pastore, nobile italiano († 1862)
- 1790 - Jabez Y. Jackson, politico statunitense
- 1790 - François Jacques de Larderel, ingegnere, imprenditore e nobile francese († 1858)
- 1791 - Gaetano Becherucci, ingegnere e cartografo italiano
- 1795 - Byron Diman, politico statunitense († 1865)
- 1797 - Friedrich August Kummer, violoncellista, compositore e docente tedesco († 1879)
- 1800 - Ramón María Narváez, nobile, generale e politico spagnolo († 1868)

## XIX secolo(148)
- 1802 - Niels Henrik Abel, matematico norvegese († 1829)
- 1802 - Eliakim Carmoly, ebraista francese († 1875)
- 1804 - Gottlieb Samuel Studer, alpinista svizzero († 1890)
- 1805 - Luigi Sacchi, fotografo italiano († 1861)
- 1807 - Lodovico Gavioli, artigiano e orologiaio italiano († 1875)
- 1807 - Virginia de Blasis, soprano italiana († 1838)
- 1809 - Louis Hector François Allemand, pittore francese († 1886)
- 1810 - Maurice de Guérin, poeta francese († 1839)
- 1810 - Scipione Volpicella, storico, scrittore e bibliotecario italiano († 1883)
- 1811 - Ambroise Thomas, compositore francese († 1896)
- 1812 - Russell Thacher Trall, medico statunitense († 1877)
- 1813 - Ivar Aasen, naturalista, glottologo e filologo norvegese († 1896)
- 1815 - Edward John Eyre, esploratore britannico († 1901)
- 1815 - Luigi Frati, bibliotecario italiano († 1902)
- 1815 - Hermann Köchly, filologo classico tedesco († 1876)
- 1819 - Preston Brooks, politico statunitense († 1857)
- 1820 - Mayer Carl von Rothschild, banchiere e politico tedesco († 1886)
- 1820 - John Inglis, funzionario britannico († 1894)
- 1821 - Giuseppe de Marco, patriota italiano († 1882)
- 1822 - Francesco Saverio Altamura, pittore, scrittore e patriota italiano († 1897)
- 1826 - Andreas Aagesen, giurista danese († 1879)
- 1827 - Manuel Deodoro da Fonseca, militare e politico brasiliano († 1892)
- 1828 - Giovanni Gaetano Rossi, direttore d'orchestra e compositore italiano († 1886)
- 1828 - Luisa dei Paesi Bassi, regina († 1871)
- 1831 - Giovanni Pantaleo, patriota e militare italiano († 1879)
- 1832 - Vincenzo Acquaviva, pittore italiano († 1902)
- 1833 - Carola di Vasa, regina († 1907)
- 1837 - Adolfo Azzi, militare e patriota italiano († 1860)
- 1839 - Charles Longuet, politico francese († 1903)
- 1840 - Giovanni Finardi, politico italiano († 1904)
- 1842 - Ferdinand Keller, pittore tedesco († 1922)
- 1843 - Gerold Meyer von Knonau, storico svizzero († 1931)
- 1844 - Giuseppe Bertucci, patriota e fotografo italiano († 1926)
- 1844 - Il'ja Efimovič Repin, pittore e scultore russo († 1930)
- 1846 - Emiliano Barbaro, nobile e politico italiano († 1934)
- 1846 - Emilio Covelli, anarchico italiano († 1915)
- 1847 - Domenico Barduzzi, dermatologo e idrologo italiano († 1929)
- 1847 - María Emilia Riquelme y Zayas, religiosa spagnola († 1940)
- 1848 - Clelia Bompiani, pittrice italiana († 1927)
- 1848 - Agostino Pepoli, letterato e mecenate italiano († 1910)
- 1850 - Guy de Maupassant, scrittore e letterato francese († 1893)
- 1852 - Maria das Neves di Braganza, nobile portoghese († 1941)
- 1855 - Alfredo Capelli, matematico italiano († 1910)
- 1855 - Carlo Malagola, storico italiano († 1910)
- 1856 - Giuseppe Carboni, latinista italiano († 1929)
- 1857 - Teodoro Pascal, chimico e zoologo italiano († 1937)
- 1858 - Carlo Menon, imprenditore italiano († 1924)
- 1858 - Henry Siddons Mowbray, pittore statunitense († 1928)
- 1860 - Henri-Jean-Guillaume Martin, pittore francese († 1943)
- 1860 - Louis Wain, artista britannico († 1939)
- 1860 - Oswald Wirth, esoterista, astrologo e scrittore svizzero († 1943)
- 1861 - Mary Richmond, sociologa statunitense († 1928)
- 1861 - Şehzade Mehmed Selaheddin, principe ottomano († 1915)
- 1862 - Joseph Merrick, inglese († 1890)
- 1864 - Resurrección María de Azkue, linguista e filologo spagnolo († 1951)
- 1864 - Lorenzo Cusani, militare italiano († 1925)
- 1864 - Charles Tatham, tennista britannico († 1925)
- 1864 - Evgenij Nikolaevič Čirikov, scrittore russo († 1932)
- 1865 - Louisa Aldrich-Blake, medico inglese († 1925)
- 1865 - Friedrich Quincke, chimico tedesco († 1934)
- 1865 - Robert Whigham, militare britannico († 1950)
- 1866 - John Frederick Bailey, botanico australiano († 1938)
- 1866 - Carl Dietrich Harries, chimico tedesco († 1923)
- 1867 - Jacob Ruppert, dirigente sportivo e politico statunitense († 1939)
- 1868 - Marie Belloc Lowndes, scrittrice britannica († 1947)
- 1868 - Oskar Merikanto, compositore, pianista e organista finlandese († 1924)
- 1868 - Boris Aleksandrovič Turaev, storico, egittologo e orientalista russo († 1920)
- 1871 - Georgiana Goddard King, storica dell'arte e fotografa statunitense († 1939)
- 1872 - Oswaldo Cruz, igienista e filantropo brasiliano († 1917)
- 1873 - Silvio Gai, economista, dirigente d'azienda e politico italiano († 1967)
- 1874 - William Berwald, ginnasta e multiplista statunitense († 1963)
- 1874 - Wesley Mitchell, economista statunitense († 1948)
- 1874 - Jerry Winholtz, lottatore statunitense († 1962)
- 1875 - Clare Briggs, fumettista statunitense († 1930)
- 1875 - Innocenzo Cappa, avvocato e politico italiano († 1954)
- 1876 - Mary Ritter Beard, attivista, storica e archivista statunitense († 1958)
- 1876 - Jago Siotto, avvocato e giornalista italiano († 1958)
- 1878 - Bernardina Jabłońska, religiosa polacca († 1940)
- 1878 - Robustiano Patrón Costas, politico, imprenditore e avvocato argentino († 1965)
- 1879 - Vladimir Aïtoff, medico e rugbista a 15 francese († 1963)
- 1879 - Gustavo Conforti, attore italiano († 1975)
- 1880 - Bice Neppi, farmacologa italiana († 1968)
- 1880 - Sati' al-Husri, politico e scrittore siriano († 1968)
- 1881 - Louis Baillon, hockeista su prato britannico († 1965)
- 1882 - Vladimir Francevič Ėrn, filosofo russo († 1917)
- 1882 - Hugh S. Johnson, ufficiale statunitense († 1942)
- 1882 - Augustin Mansion, presbitero, filosofo e teologo belga († 1966)
- 1882 - Nicola da Gesturi, religioso italiano († 1958)
- 1882 - Vincent Luke Palmisano, politico statunitense († 1953)
- 1882 - Robert G. Vignola, attore e regista statunitense († 1953)
- 1883 - Julia Codesido, pittrice e insegnante peruviana († 1979)
- 1884 - Modesto Eugenio Carolfi, francescano e esperantista italiano († 1958)
- 1884 - Hermannus Höfte, canottiere olandese († 1961)
- 1885 - Edward Chiera, archeologo italiano († 1933)
- 1885 - José Domingues dos Santos, politico e giurista portoghese († 1958)
- 1886 - Óscar Esplá, compositore spagnolo († 1976)
- 1886 - Carlo Giorgio Garofalo, compositore, direttore d'orchestra e organista italiano († 1962)
- 1887 - Reginald Owen, attore britannico († 1972)
- 1887 - Johannes Schneider, calciatore tedesco († 1914)
- 1888 - Herman Donners, pallanuotista belga († 1915)
- 1888 - Victor Francen, attore belga († 1977)
- 1888 - Hans Piffrader, scultore italiano († 1950)
- 1889 - Conrad Aiken, scrittore e poeta statunitense († 1973)
- 1889 - Rhys Carpenter, archeologo statunitense († 1980)
- 1890 - August Bogusch, militare tedesco († 1948)
- 1890 - Hans Gál, compositore e pianista austriaco († 1987)
- 1890 - Francesco Giuliani, poeta e scrittore italiano († 1970)
- 1890 - Erich Kleiber, direttore d'orchestra e compositore austriaco († 1956)
- 1891 - Félix Balyu, calciatore belga († 1971)
- 1891 - Adelqui Migliar, attore, regista e sceneggiatore cileno († 1956)
- 1891 - Oreste Moricca, schermidore e militare italiano († 1984)
- 1891 - Boris Sergeevič Stečkin, ingegnere aeronautico sovietico († 1969)
- 1892 - Pietro Capoferri, sindacalista, politico e dirigente sportivo italiano († 1989)
- 1892 - Marius Hiller, calciatore tedesco († 1964)
- 1892 - Paul Maltby, ufficiale britannico († 1971)
- 1892 - Frithjof Sælen, ginnasta norvegese († 1975)
- 1892 - Valentine Tessier, attrice francese († 1981)
- 1893 - Sydney Camm, ingegnere aeronautico britannico († 1966)
- 1893 - Vera Vasil'evna Cholodnaja, attrice ucraina († 1919)
- 1893 - Giancarlo Maroni, architetto italiano († 1952)
- 1893 - Perry McGillivray, nuotatore, pallanuotista e allenatore di pallanuoto statunitense († 1944)
- 1894 - Clare Eames, attrice statunitense († 1930)
- 1895 - Tiger Flowers, pugile statunitense († 1927)
- 1895 - Vieri Nannetti, artista, scrittore e pittore italiano († 1957)
- 1896 - Donatello D'Orazio, giornalista e scrittore italiano († 1986)
- 1896 - Shannon Day, attrice statunitense († 1977)
- 1896 - Angelo Dellacasa, calciatore italiano († 1973)
- 1896 - Hans Kirschstein, militare e aviatore tedesco († 1918)
- 1896 - Ettore Neri, calciatore italiano († 1966)
- 1896 - Lotte Neumann, attrice, sceneggiatrice e produttrice cinematografica tedesca († 1977)
- 1896 - František Peyr, calciatore cecoslovacco († 1955)
- 1897 - Piero Bargellini, scrittore, politico e dirigente pubblico italiano († 1980)
- 1897 - Wiard Ihnen, scenografo statunitense († 1979)
- 1897 - Joan Beauchamp Procter, zoologa britannica († 1931)
- 1897 - Giovanni Ticozzi, partigiano italiano († 1958)
- 1898 - Jean Van den Bosch, ciclista su strada e pistard belga († 1981)
- 1898 - Albert Courquin, calciatore francese († 1940)
- 1898 - Lewis R. Foster, regista e sceneggiatore statunitense († 1974)
- 1898 - Vasilij Ivanovič Lebedev-Kumač, poeta, paroliere e politico sovietico († 1949)
- 1898 - Francesco Monaco, vescovo cattolico italiano († 1986)
- 1898 - Armand Schaefer, produttore cinematografico e regista canadese († 1967)
- 1898 - Piero Sraffa, economista italiano († 1983)
- 1899 - Mart Stam, architetto, urbanista e designer olandese († 1986)
- 1900 - David Bain, calciatore scozzese († 1966)
- 1900 - Abram Dangulov, allenatore di calcio e calciatore sovietico († 1967)
- 1900 - Aldo Lecci, politico e rivoluzionario italiano († 1974)
- 1900 - Umberto Natali e Amina Nuget, italiano († 1977)
- 1900 - Sverre Sørsdal, pugile norvegese († 1996)

## XX secolo(891)
- 1901 - Claude Autant-Lara, regista, sceneggiatore e scenografo francese († 2000)
- 1901 - Robert Desmettre, pallanuotista francese († 1936)
- 1901 - Pololo, calciatore spagnolo († 1934)
- 1902 - Bruno Spampanato, giornalista e politico italiano († 1960)
- 1902 - Luis Weissmuller, calciatore argentino († 1963)
- 1903 - Giuseppe Balasso, politico italiano († 1975)
- 1903 - Jan van Diepenbeek, calciatore olandese († 1981)
- 1903 - Rensis Likert, psicologo statunitense († 1981)
- 1903 - Aristodemo Maniera, politico e partigiano italiano († 1992)
- 1905 - Federico Alessandrini, giornalista e saggista italiano († 1983)
- 1905 - Einar Andersen, calciatore norvegese († 1981)
- 1905 - Gino De Biasi, calciatore italiano
- 1905 - Jack Evans, giocatore di football americano statunitense († 1980)
- 1905 - Federico Fontanive, anarchico italiano († 1984)
- 1905 - Antonio Lazzari, geologo italiano († 1979)
- 1905 - Wassily Leontief, economista russo († 1999)
- 1905 - Artëm Ivanovič Mikojan, ingegnere, imprenditore e politico sovietico († 1970)
- 1905 - Michael Mongkhol On Prakhongchit, vescovo cattolico thailandese († 1958)
- 1905 - Giuseppe Piccioli, pianista, compositore e musicologo italiano († 1961)
- 1905 - August Sackenheim, calciatore tedesco († 1979)
- 1906 - Enrico Allimandi, pittore italiano († 1984)
- 1906 - Luciano Antonini, cestista italiano († 1971)
- 1906 - Joan Hickson, attrice britannica († 1998)
- 1906 - John Huston, regista, attore e sceneggiatore statunitense († 1987)
- 1906 - Ettore Majorana, fisico italiano
- 1906 - Anna d'Orléans, principessa francese († 1986)
- 1906 - František Svoboda, calciatore cecoslovacco († 1948)
- 1907 - Volfango Frankl, architetto italiano († 1994)
- 1907 - Eugène Guillevic, poeta francese († 1997)
- 1908 - Johnny Bent, hockeista su ghiaccio statunitense († 2004)
- 1908 - Philip Coolidge, attore statunitense († 1967)
- 1908 - Quirino De Ascaniis, presbitero e missionario italiano († 2009)
- 1908 - Il'ja Florent'evič Florov, ingegnere aeronautico e ufficiale sovietico († 1983)
- 1908 - Harold Holt, politico australiano († 1967)
- 1908 - Shlomo Pines, storico e filosofo francese († 1990)
- 1908 - Paul Tabori, giornalista, romanziere e parapsicologo ungherese († 1974)
- 1909 - Giovanni Cazzulani, ciclista su strada italiano († 1983)
- 1909 - Fernando Lancioni, allenatore di calcio e calciatore italiano († 1980)
- 1909 - Mark Najmark, matematico sovietico († 1978)
- 1909 - Adolf Šimperský, calciatore cecoslovacco († 1964)
- 1910 - Jacquetta Hawkes, archeologa e scrittrice britannica († 1996)
- 1910 - Hermanis Jēnihs, calciatore lettone
- 1910 - Francis Johnson, cestista statunitense († 1997)
- 1910 - Herminio Masantonio, calciatore argentino († 1956)
- 1910 - Renato Treu, politico italiano († 1997)
- 1911 - Paolo Baffi, economista e banchiere italiano († 1989)
- 1911 - Augusto Como, ciclista su strada italiano († 1981)
- 1911 - Alberto Gattoni, politico italiano († 1988)
- 1911 - James Schwarzenbach, politico e editore svizzero († 1994)
- 1911 - Mario Simoni, ciclista su strada italiano († 1996)
- 1911 - Robert Taylor, attore statunitense († 1969)
- 1912 - Abbé Pierre, presbitero, politico e partigiano francese († 2007)
- 1912 - Zainal Abidin Alting, sovrano indonesiano († 1967)
- 1912 - Nancy Tyson Burbidge, botanica, ambientalista e religiosa britannica († 1977)
- 1912 - Jacques Delannoy, calciatore francese († 1958)
- 1912 - Heinz Hollert, ufficiale tedesco († 1944)
- 1912 - Mario Pancini, ingegnere italiano († 1968)
- 1912 - Neri Pozza, partigiano, scrittore e editore italiano († 1988)
- 1913 - Jānis Kļaviņš, calciatore lettone († 1941)
- 1913 - Arnaldo Ortelli, calciatore svizzero († 1986)
- 1913 - Franz Schönfels, pallanuotista austriaco († 2005)
- 1913 - Vinicio Viani, calciatore e allenatore di calcio italiano († 1983)
- 1914 - Parley Baer, attore statunitense († 2002)
- 1914 - David Brian, attore statunitense († 1993)
- 1914 - Anita Colby, modella e attrice statunitense († 1992)
- 1915 - Mildred Burke, wrestler statunitense († 1989)
- 1915 - Vittorio Calvetti, politico italiano († 2014)
- 1915 - Hans Schnitger, hockeista su prato olandese († 2013)
- 1915 - Helmut Wick, aviatore tedesco († 1940)
- 1915 - Paul Zumthor, filologo e critico letterario svizzero († 1995)
- 1916 - Peter Viereck, poeta e storico statunitense († 2006)
- 1916 - Arthur Wheeler, pilota motociclistico britannico († 2001)
- 1917 - Don Chaffey, regista, sceneggiatore e produttore cinematografico britannico († 1990)
- 1917 - Armando Frigo, calciatore statunitense († 1943)
- 1917 - Julián Kent, dirigente sportivo, notaio e diplomatico argentino († 2005)
- 1918 - Carmelo Amenta, calciatore italiano († 1990)
- 1918 - Tom Drake, attore statunitense († 1982)
- 1918 - Olivier d'Ormesson, politico francese († 2012)
- 1918 - Bruno Spitzl, aviatore e militare italiano († 1942)
- 1919 - Freddie Tomlins, pattinatore artistico su ghiaccio britannico († 1943)
- 1919 - Zangeres Zonder Naam, cantante olandese († 1998)
- 1920 - Silvio Antonini, politico italiano († 1986)
- 1920 - John Sharp, attore britannico († 1992)
- 1920 - Mickey Shaughnessy, attore statunitense († 1985)
- 1920 - George Tooker, pittore statunitense († 2011)
- 1921 - Jo Backaert, calciatore belga († 1997)
- 1921 - Terry Becker, attore, regista e produttore televisivo statunitense († 2014)
- 1921 - Mino Bordignon, direttore di coro italiano († 2009)
- 1921 - Faumuina Mulinu'u II, politico samoano († 1975)
- 1922 - Arthur Grady, pallanuotista britannico († 1995)
- 1922 - Sandy Kenyon, attore statunitense († 2010)
- 1922 - Emidio Massi, politico e sindacalista italiano († 2016)
- 1922 - Marin Preda, scrittore e poeta rumeno († 1980)
- 1922 - Berardo Rossi, presbitero, religioso e scrittore italiano († 2013)
- 1922 - Aldo Sacco, calciatore italiano
- 1923 - Anna Maria Balboni Ravegnani, sciatrice nautica e pattinatrice italiana († 2023)
- 1923 - Devan Nair, politico singaporiano († 2005)
- 1923 - Dorothy Dunnett, scrittrice scozzese († 2001)
- 1923 - Roger Foulon, scrittore belga († 2008)
- 1923 - Mario Ginocchio, militare e partigiano italiano († 1944)
- 1923 - Richard Kleindienst, politico e avvocato statunitense († 2000)
- 1923 - Wilhelm Schmidt, calciatore e allenatore di calcio tedesco
- 1924 - Virginio Rognoni, politico italiano († 2022)
- 1924 - Pasquale Salvucci, storico della filosofia e politico italiano († 1996)
- 1925 - Silvio Galizia, architetto svizzero († 1989)
- 1925 - Gabriella Santoro, cestista italiana
- 1925 - Claude Tresmontant, filosofo e teologo francese († 1997)
- 1926 - Alik Cavaliere, scultore italiano († 1998)
- 1926 - Philipp Dotzer, pallanuotista tedesco
- 1926 - Ketty Fusco, attrice, regista e scrittrice svizzera († 2021)
- 1926 - Clifford Husbands, politico barbadiano († 2017)
- 1926 - Richard Jeffrey, filosofo e logico statunitense († 2002)
- 1926 - Betsy Jolas, compositrice francese
- 1926 - Miguel Llaneras, cestista cubano
- 1926 - Bruno Niccoli, politico italiano († 2007)
- 1926 - Vittorio Orsenigo, scrittore e regista italiano († 2025)
- 1926 - Per Wahlöö, scrittore, giornalista e traduttore svedese († 1975)
- 1927 - Anna Maria Alegiani, attrice italiana
- 1927 - Florenzo Annoscia, arbitro di calcio italiano († 1990)
- 1927 - James Clifford Timlin, vescovo cattolico statunitense († 2023)
- 1927 - Rolf Wütherich, pilota automobilistico tedesco († 1981)
- 1928 - Vittorio Caissotti di Chiusano, avvocato, dirigente sportivo e politico italiano († 2003)
- 1928 - Valentina Fortunato, attrice italiana († 2019)
- 1928 - Ennio Mattarelli, ex tiratore a volo italiano
- 1928 - Johann Baptist Metz, teologo tedesco († 2019)
- 1928 - Joachim Schubart, astronomo tedesco
- 1928 - Vera Squarcialupi, politica italiana († 2021)
- 1928 - Chung Won-shik, politico e militare sudcoreano († 2020)
- 1929 - Rolando Alarcón, cantautore, musicista e compositore cileno († 1973)
- 1929 - Ottó Boros, pallanuotista ungherese († 1988)
- 1929 - Aldo Dorigo, calciatore italiano († 2025)
- 1929 - Jacques Drèze, economista belga († 2022)
- 1929 - Don Matheson, attore televisivo statunitense († 2014)
- 1929 - Turi Simeti, pittore e scultore italiano († 2021)
- 1929 - Nathália Timberg, attrice e conduttrice televisiva brasiliana
- 1929 - Oiva Virtanen, cestista finlandese († 1992)
- 1930 - Neil Armstrong, astronauta e aviatore statunitense († 2012)
- 1930 - Ėmin Levonovič Chačaturjan, compositore e direttore d'orchestra sovietico († 2000)
- 1930 - Richie Ginther, pilota di Formula 1 statunitense († 1989)
- 1930 - Alex Grossmann, fisico croato († 2019)
- 1930 - Michal Kováč, politico slovacco († 2016)
- 1930 - Jean Laudet, ex canoista francese
- 1930 - Joan Weldon, attrice e cantante statunitense († 2021)
- 1931 - Guido Accornero, imprenditore italiano
- 1931 - Billy Bingham, allenatore di calcio e calciatore nordirlandese († 2022)
- 1931 - Janusz Majewski, regista e sceneggiatore polacco († 2024)
- 1931 - Sergio Mion, calciatore italiano († 2015)
- 1931 - Alec Reid, presbitero irlandese († 2013)
- 1932 - Louis Bertorelle, cestista francese († 2012)
- 1932 - Ja'net DuBois, attrice e cantante statunitense († 2020)
- 1932 - Andoni Elizondo, calciatore e allenatore di calcio spagnolo († 1986)
- 1932 - Vladimir Ivanovič Fedoseev, direttore d'orchestra russo
- 1932 - Pier Francesco Listri, giornalista, saggista e biografo italiano († 2021)
- 1932 - Loris Mora, allenatore di calcio e calciatore italiano († 2009)
- 1932 - Maryluz Schloeter Paredes, diplomatica venezuelana
- 1932 - Gy Waldron, sceneggiatore e regista statunitense
- 1933 - Richard Dahl, altista svedese († 2007)
- 1933 - Luigi Ferrari Bravo, giurista italiano († 2016)
- 1933 - José Giarrizzo, calciatore argentino († 2017)
- 1934 - Giovanni Anselmo, artista italiano († 2023)
- 1934 - Wendell Berry, scrittore, poeta e ambientalista statunitense
- 1934 - Ronnie Clayton, calciatore inglese († 2010)
- 1934 - Sergio D'Asnasch, velocista e giornalista italiano
- 1934 - Myrna Hansen, modella e attrice statunitense
- 1934 - Cammie King, attrice statunitense († 2010)
- 1934 - Ennio Lenuzza, calciatore italiano († 2009)
- 1934 - Zakes Mokae, attore sudafricano († 2009)
- 1935 - Michael Ballhaus, direttore della fotografia tedesco († 2017)
- 1935 - Moukhtar Hussain El-Gamal, ex pallanuotista egiziano
- 1935 - Peter Anthony Inge, generale britannico († 2022)
- 1935 - Azriel Luboshitz, cestista israeliano († 1971)
- 1935 - Margaret Matthews, ex lunghista e velocista statunitense
- 1935 - Antonio Trono, ex arbitro di calcio italiano
- 1935 - Wanda Ventham, attrice britannica
- 1936 - Nikolai Baturin, romanziere, drammaturgo e illustratore estone († 2019)
- 1936 - James Cone, teologo statunitense († 2018)
- 1936 - Albert Dunning, musicologo olandese († 2005)
- 1936 - John Saxon, attore statunitense († 2020)
- 1937 - Herb Brooks, hockeista su ghiaccio e allenatore di hockey su ghiaccio statunitense († 2003)
- 1937 - James Carlisle, politico antiguo-barbudano
- 1937 - Manuel Pinto da Costa, politico e economista saotomense
- 1937 - Alan Howard, attore inglese († 2015)
- 1937 - Gordon Johncock, ex pilota automobilistico statunitense
- 1937 - Mario Liberalato, calciatore italiano († 2022)
- 1937 - Brian Marsden, astronomo britannico († 2010)
- 1937 - Vincenzo Meo, politico italiano († 2015)
- 1937 - Antonio Parella Trallero, hockeista su pista e allenatore di hockey su pista spagnolo († 2022)
- 1937 - Dan Shomron, generale israeliano († 2008)
- 1938 - Gianfranco Gaspari, ex bobbista italiano
- 1938 - Nadir Léa Bazzani, ex cestista brasiliana
- 1938 - Milica Radovanović, ex cestista jugoslava
- 1938 - Piero Vida, attore italiano († 1987)
- 1939 - Claudio Bandoni, ex calciatore italiano
- 1939 - Ginevra Bompiani, scrittrice, editrice e traduttrice italiana
- 1939 - Bob Clark, sceneggiatore, produttore cinematografico e regista statunitense († 2007)
- 1939 - Roger Clark, pilota di rally britannico († 1998)
- 1939 - Augusto Giovannelli, politico italiano
- 1939 - Inesa Kysel'ova, ex cestista sovietica
- 1939 - Guido Mainardi, politico italiano († 2004)
- 1939 - Irene di Orange-Nassau, principessa olandese
- 1940 - Franco Cardini, medievista italiano
- 1940 - Roman Gabriel, giocatore di football americano statunitense († 2024)
- 1940 - Ally Shewan, calciatore scozzese († 2024)
- 1941 - Lenny Breau, chitarrista statunitense († 1984)
- 1941 - Riccarda Casadei, editrice musicale italiana
- 1941 - Alexander Keewatin Dewdney, matematico, informatico e filosofo canadese († 2024)
- 1941 - Carla Gravina, attrice e politica italiana
- 1941 - Guidalberto Guidi, imprenditore italiano († 2023)
- 1941 - Airto Moreira, batterista e percussionista brasiliano
- 1941 - Syed Munawar Hasan, politico, sociologo e islamista pakistano († 2020)
- 1941 - Leonid Denisovič Kizim, cosmonauta sovietico († 2010)
- 1941 - Riccardo Petrella, economista e politologo italiano
- 1941 - Andrea Seastrand, politica statunitense
- 1942 - Angelo Airoldi, sindacalista italiano († 1999)
- 1942 - Joe Boyd, produttore discografico statunitense
- 1942 - Oswaldo Brenes Álvarez, vescovo cattolico costaricano († 2013)
- 1942 - Heidrun Hartmann, botanica tedesca († 2016)
- 1942 - Rocco Incardona, scultore, pittore e poeta italiano († 2007)
- 1942 - Robert Psenner, hockeista su ghiaccio italiano († 2011)
- 1942 - Sergio Ramírez, scrittore e politico nicaraguense
- 1942 - Domenico Verile, politico italiano
- 1943 - Terry Dolan, cantante, cantautore e chitarrista statunitense († 2012)
- 1943 - James Allen Gähres, direttore d'orchestra statunitense
- 1943 - Leo Kinnunen, pilota automobilistico finlandese († 2017)
- 1943 - Rodney Pattisson, ex velista britannico
- 1943 - René-Pierre Quentin, ex calciatore svizzero
- 1943 - Sammi Smith, cantante statunitense († 2005)
- 1943 - Sergio Vezzoso, calciatore e allenatore di calcio italiano († 2007)
- 1944 - Enrico Burlando, allenatore di calcio e ex calciatore italiano
- 1944 - Pier Giorgio Gallotti, politico e medico italiano († 2006)
- 1944 - Polycarp Pengo, cardinale e arcivescovo cattolico tanzaniano
- 1945 - Loni Anderson, attrice statunitense († 2025)
- 1945 - Keith Aqui, calciatore trinidadiano († 2016)
- 1945 - Valeria Ciangottini, attrice italiana
- 1945 - Giuseppe Cindolo, ex mezzofondista e maratoneta italiano
- 1945 - Antonio Di Nunno, politico e giornalista italiano († 2015)
- 1945 - Csaba Giczy, ex canoista ungherese
- 1945 - Richard Gordon, politico e giornalista filippino
- 1945 - Martin Lambie-Nairn, designer inglese († 2020)
- 1945 - Maria Cristina Pacifici, ex nuotatrice italiana
- 1945 - Juan Sasturain, giornalista, fumettista e scrittore argentino
- 1946 - Gary Beban, ex giocatore di football americano statunitense
- 1946 - Jordan Filipov, calciatore bulgaro († 1996)
- 1946 - Predrag Finci, filosofo e scrittore jugoslavo
- 1946 - Gian Guido Folloni, giornalista e politico italiano
- 1946 - Valerio Giuntoli, stilista e designer italiano
- 1946 - Shirley Ann Jackson, fisica statunitense
- 1946 - Pier Luigi Masoni, ex calciatore italiano
- 1946 - Xavier Trias, politico spagnolo
- 1946 - Reinhard Tritscher, sciatore alpino austriaco († 2018)
- 1946 - Rick van der Linden, compositore e tastierista olandese († 2006)
- 1947 - Farid Adly, scrittore e giornalista libico
- 1947 - Angry Anderson, cantante, attore e conduttore televisivo australiano
- 1947 - Giorgio Buzzavo, ex cestista e dirigente sportivo italiano
- 1947 - Pasquale Chessa, giornalista e storico italiano
- 1947 - France A. Córdova, astrofisica statunitense
- 1947 - Rick Derringer, cantante, chitarrista e compositore statunitense († 2025)
- 1947 - Marian Dziędziel, attore polacco
- 1947 - Carlo Freccero, autore televisivo, dirigente d'azienda e critico televisivo italiano
- 1947 - Maria Rita Parsi, psicologa e psicoterapeuta italiana
- 1947 - Antonio Steffenoni, scrittore e critico cinematografico italiano († 2017)
- 1947 - Shizuo Takada, dirigente sportivo, arbitro di calcio e ex calciatore giapponese
- 1947 - Sef Vergoossen, allenatore di calcio e dirigente sportivo olandese
- 1947 - Willie Weeks, bassista statunitense
- 1948 - Ciriaco Cano, allenatore di calcio e ex calciatore spagnolo
- 1948 - Ray Clemence, calciatore e allenatore di calcio inglese († 2020)
- 1948 - Tony DiCicco, allenatore di calcio e calciatore statunitense († 2017)
- 1948 - Larry Elmore, disegnatore e fumettista statunitense
- 1948 - Barbara Flynn, attrice inglese
- 1948 - David Hungate, bassista statunitense
- 1948 - Sonja Kohn, banchiera austriaca
- 1948 - Carole Laure, attrice e cantante canadese
- 1948 - Toncho Nava, ex cestista spagnolo
- 1948 - Juan Ramón Silva, allenatore di calcio e ex calciatore uruguaiano
- 1948 - Karlheinz Smieszek, ex tiratore a segno tedesco
- 1948 - Shin Takamatsu, architetto giapponese
- 1948 - Antoni Zajkowski, ex judoka polacco
- 1948 - Efraim Zuroff, storico israeliano
- 1949 - Rita Cortese, attrice e cantante argentina
- 1949 - Fathy El Gharbawy, attore e regista egiziano
- 1949 - Valeria Montaldi, giornalista e scrittrice italiana
- 1949 - Cristóbal Rodríguez, ex cestista spagnolo
- 1949 - José Saldanha Lopes, ammiraglio portoghese
- 1949 - Helga Seidler, ex velocista tedesca
- 1949 - Rolf Peter Sieferle, storico tedesco († 2016)
- 1950 - Félix Guerreiro, ex calciatore portoghese
- 1950 - Davie Kemp, ex calciatore scozzese
- 1950 - Baldwin Lonsdale, presbitero e politico vanuatuano († 2017)
- 1950 - Stanislav Mitin, regista sovietico († 2023)
- 1950 - Rosi Mittermaier, sciatrice alpina tedesca († 2023)
- 1950 - John Smith, ex velocista statunitense
- 1950 - Rafiq Tağı, giornalista azero († 2011)
- 1950 - Frank Terletzki, allenatore di calcio e ex calciatore tedesco orientale
- 1950 - Jack Wetherall, attore canadese
- 1951 - Lionello Cosentino, politico italiano
- 1951 - Massimo Ferrero, produttore cinematografico e imprenditore italiano
- 1951 - Franz-Peter Hofmeister, ex velocista tedesco
- 1951 - John Jarratt, attore, produttore cinematografico e regista australiano
- 1951 - Pete Phipps, batterista e cantante britannico
- 1951 - Samantha Sang, cantante australiana
- 1952 - Gilles Bachelet, scrittore e illustratore francese
- 1952 - Adriano Bee, ex bobbista e ex rugbista a 15 italiano
- 1952 - Leonetta Bentivoglio, scrittrice e giornalista italiana
- 1952 - Tamás Faragó, ex pallanuotista ungherese
- 1952 - Thomas John Joseph Paprocki, vescovo cattolico statunitense
- 1952 - Patrizia Pesaresi, scrittrice, psichiatra e psicanalista italiana († 2018)
- 1952 - Louis Walsh, personaggio televisivo e produttore discografico irlandese
- 1953 - Felice Casson, ex magistrato, politico e saggista italiano
- 1953 - Michael Doyle, politico statunitense
- 1953 - Stan Lane, ex wrestler statunitense
- 1953 - András Ligeti, direttore d'orchestra e violinista ungherese († 2021)
- 1953 - Jerzy Mazur, vescovo cattolico e missionario polacco
- 1953 - Stefano Pellegrini, calciatore italiano († 2018)
- 1953 - Rubén Rodríguez, ex cestista portoricano
- 1954 - Michel Ciaravino, ex calciatore francese
- 1954 - Alessandra Graziottin, ginecologa, oncologa e sessuologa italiana
- 1954 - Paolo Odorizzi, politico italiano
- 1954 - Richard Preston, giornalista e scrittore statunitense
- 1954 - Graham Windeatt, ex nuotatore australiano
- 1955 - Catherine Malfois, ex cestista e allenatrice di pallacanestro francese
- 1955 - Eddie Ojeda, chitarrista statunitense
- 1955 - Dag Opjordsmoen, allenatore di calcio e ex calciatore norvegese
- 1955 - Dave Ottley, ex giavellottista britannico
- 1956 - Jerry Ciccoritti, regista teatrale e regista cinematografico canadese
- 1956 - Marit Mathiesen, cantante norvegese
- 1956 - Pep Anton Muñoz, attore e doppiatore spagnolo
- 1957 - Shigeru Ban, architetto giapponese
- 1957 - Daniela Davoli, cantante italiana
- 1957 - Anna Merciai, scacchista italiana
- 1957 - Uwe Neupert, ex lottatore tedesco
- 1957 - Clayton Rohner, attore statunitense
- 1957 - Gianfranco Rosi, ex pugile italiano
- 1958 - Massimo Barbuti, allenatore di calcio e ex calciatore italiano
- 1958 - Jurij Dumčev, discobolo e attore russo († 2016)
- 1958 - Yuli-Yoel Edelstein, politico israeliano
- 1958 - Silvia Kutika, attrice argentina
- 1958 - Uladzimir Makej, politico e militare bielorusso († 2022)
- 1958 - Enrica Maria Modugno, attrice italiana
- 1958 - Aleksandr Možaev, ex schermidore sovietico
- 1958 - Giovanni Piccoli, politico italiano
- 1958 - Ulla Salzgeber, cavallerizza tedesca
- 1958 - Vera Lucia de Oliveira, poeta, saggista e docente brasiliana
- 1959 - Wolfgang Beckermann, politico tedesco
- 1959 - Alessandro Berera, ex sciatore alpino italiano
- 1959 - Pete Burns, cantante, musicista e personaggio televisivo britannico († 2016)
- 1959 - Giovanni Cappelluzzo, politico italiano
- 1959 - Mark Cendrowski, regista statunitense
- 1959 - Angelo Genovese, biologo e giornalista italiano
- 1959 - Monica Gravina, attrice, doppiatrice e direttrice del doppiaggio italiana
- 1959 - Pat Smear, chitarrista statunitense
- 1960 - Argia Valeria Albanese, politica italiana
- 1960 - David Baldacci, scrittore e avvocato statunitense
- 1960 - Luigi Brasiello, politico italiano
- 1960 - Steve Cherry, ex calciatore inglese
- 1960 - Hamilton Cuvi, ex calciatore ecuadoriano
- 1960 - Vivian Kubrick, regista, compositrice e musicista statunitense
- 1960 - Tunku Azizah Aminah Maimunah, sovrana malese
- 1960 - Heidi Sorenson, modella e attrice canadese
- 1960 - Bob Verbeeck, ex mezzofondista belga
- 1961 - Mercedes Aráoz, economista e politica peruviana
- 1961 - Colin Bell, allenatore di calcio e ex calciatore inglese
- 1961 - Lance Berwald, ex cestista statunitense
- 1961 - Dario Bonetti, allenatore di calcio e ex calciatore italiano
- 1961 - Peter Chung Soon-taek, arcivescovo cattolico sudcoreano
- 1961 - Marinella Draghetti, ex cestista italiana
- 1961 - Marc Innaro, giornalista italiano
- 1961 - Tawny Kitaen, modella e attrice statunitense († 2021)
- 1961 - Greg Kite, ex cestista, allenatore di pallacanestro e dirigente sportivo statunitense
- 1961 - Eros Mannino, vigile del fuoco e dirigente pubblico italiano
- 1961 - Janet McTeer, attrice britannica
- 1961 - Akemi Nakahashi, ex cestista giapponese
- 1961 - Mark O'Connor, musicista e compositore statunitense
- 1961 - Maria Cristina Ponteprimo, ex nuotatrice italiana
- 1961 - Henri Stambouli, calciatore e allenatore di calcio francese († 2023)
- 1961 - Pat Tanaka, ex wrestler statunitense
- 1962 - Cristina Ariagno, pianista italiana
- 1962 - Emmanuel Chain, imprenditore e giornalista francese
- 1962 - Ron Emory, chitarrista statunitense
- 1962 - Patrick Ewing, ex cestista e allenatore di pallacanestro giamaicano
- 1962 - Eric Geboers, pilota motociclistico belga († 2018)
- 1962 - William Roberts, ex giocatore di football americano statunitense
- 1962 - Otis Thorpe, ex cestista statunitense
- 1963 - Louis Cooper, ex giocatore di football americano statunitense
- 1963 - Steve Lee, cantante e compositore svizzero († 2010)
- 1963 - Luis Javier Lukin, ex ciclista su strada spagnolo
- 1963 - Paolo Ricciotti, politico italiano
- 1963 - Brian Sandoval, politico e magistrato statunitense
- 1963 - Doris Schröder-Köpf, giornalista e politica tedesca
- 1963 - Greg Stokes, ex cestista e allenatore di pallacanestro statunitense
- 1963 - Mark Strong, attore britannico
- 1963 - Enrico Trevisi, vescovo cattolico italiano
- 1963 - Michel Weber, filosofo belga
- 1963 - Craig Wells, chitarrista e compositore statunitense
- 1964 - Douglas Arnott, ex calciatore scozzese
- 1964 - Ali Bouafia, ex calciatore francese
- 1964 - Eric Dorsey, ex giocatore di football americano statunitense
- 1964 - Pia Douwes, attrice teatrale e cantante olandese
- 1964 - Marco Filippi, politico italiano
- 1964 - Raimonds Laizāns, ex calciatore lettone
- 1964 - Red Pellini, sassofonista, arrangiatore e direttore d'orchestra italiano
- 1964 - Dragutin Ristić, allenatore di calcio e ex calciatore croato
- 1964 - Monica Setta, giornalista, scrittrice e conduttrice televisiva italiana
- 1964 - Zoran Sretenović, cestista e allenatore di pallacanestro jugoslavo († 2022)
- 1964 - Zerrin Tekindor, attrice e pittrice turca
- 1964 - Geoff Thomas, ex calciatore inglese
- 1964 - Adam Yauch, rapper, regista e attivista statunitense († 2012)
- 1965 - Jeff Coffin, sassofonista statunitense
- 1965 - Kim Kold, attore e ex calciatore danese
- 1965 - Manuela Marxer, ex multiplista liechtensteinese
- 1965 - Dorin Mateuț, ex calciatore rumeno
- 1965 - Fulvio Rondini, dirigente sportivo e ex calciatore italiano
- 1965 - Monica Ward, doppiatrice, direttrice del doppiaggio e attrice italiana
- 1965 - Scott William Winters, attore statunitense
- 1966 - Håkan Algotsson, ex hockeista su ghiaccio svedese
- 1966 - Claudia Cavalcanti, attrice e conduttrice televisiva italiana
- 1966 - Gilles Delion, ex ciclista su strada francese
- 1966 - Jennifer Finch, musicista, designer e fotografa statunitense
- 1966 - Behzad Gholampour, ex calciatore e ex giocatore di calcio a 5 iraniano
- 1966 - James Gunn, regista, sceneggiatore e attore statunitense
- 1966 - Jonathan Silverman, attore statunitense
- 1966 - Roberto Tola, chitarrista e compositore italiano
- 1967 - Patrick Baumann, dirigente sportivo svizzero († 2018)
- 1967 - Jane Bogaert, cantante svizzera
- 1967 - Giovanni Cefai, vescovo cattolico e missionario maltese
- 1967 - Reid Hoffman, imprenditore e scrittore statunitense
- 1967 - Thomas Lang, batterista austriaco
- 1967 - Chris Munk, ex cestista statunitense
- 1967 - Kazunori Yamauchi, autore di videogiochi giapponese
- 1968 - Katrina Adams, ex tennista statunitense
- 1968 - Terri Clark, cantante e chitarrista canadese
- 1968 - Corrado Conforti, doppiatore e direttore del doppiaggio italiano
- 1968 - Fabrizio Fabris, dirigente sportivo, allenatore di calcio e ex calciatore italiano
- 1968 - Stefano Faustini, ex ciclista su strada italiano
- 1968 - Marine Le Pen, politica francese
- 1968 - Oleh Lužnyj, allenatore di calcio e ex calciatore ucraino
- 1968 - Mordon Malitoli, ex calciatore zambiano
- 1968 - Luigi Martinucci, direttore della fotografia italiano
- 1968 - Colin McRae, pilota di rally britannico († 2007)
- 1968 - Funkmaster Flex, disc jockey statunitense
- 1968 - Christopher Tyng, compositore statunitense
- 1968 - Phạm Nhật Vượng, imprenditore vietnamita
- 1969 - Halle Cioffi, ex tennista statunitense
- 1969 - Romulo Peña Jr., politico filippino
- 1969 - Marco Spangaro, ex cestista e allenatore di pallacanestro italiano
- 1969 - Karl Theobald, attore britannico
- 1970 - Konstantin Erëmenko, giocatore di calcio a 5 e calciatore russo († 2010)
- 1970 - Dennis Schmidt-Foß, doppiatore e attore tedesco
- 1970 - Leonid Ivanovyč Stadnyk, veterinario ucraino († 2014)
- 1970 - Tanya Wexler, regista statunitense
- 1970 - Gabriela Zingre-Graf, ex sciatrice alpina svizzera
- 1971 - Carmelo Abbate, giornalista e saggista italiano
- 1971 - Eric Bernotas, ex skeletonista statunitense
- 1971 - Laura Chiesa, ex schermitrice italiana
- 1971 - Ramatoulaye Diakhaté, ex cestista senegalese
- 1971 - Valdis Dombrovskis, politico lettone
- 1971 - Pablo Javier Díaz Stalla, ex calciatore spagnolo
- 1971 - Marco Gerini, pallanuotista italiano
- 1971 - Muslim Khučiev, giornalista e politico russo
- 1971 - Catherine McKenna, politica canadese
- 1972 - J-Ax, rapper, cantautore e produttore discografico italiano
- 1972 - Krzysztof Charamsa, presbitero e teologo polacco
- 1972 - Maxence Flachez, allenatore di calcio e ex calciatore francese
- 1972 - Reika Kirishima, attrice giapponese
- 1972 - Yann Lachuer, allenatore di calcio e ex calciatore francese
- 1972 - Marc Libbra, ex calciatore e ex giocatore di beach soccer francese
- 1972 - Darren Shahlavi, attore, artista marziale e stuntman inglese († 2015)
- 1972 - Shunmugham Subramani, ex calciatore singaporiano
- 1972 - Franco Travaglio, regista e compositore italiano
- 1972 - Theodore Whitmore, allenatore di calcio e ex calciatore giamaicano
- 1972 - Niels Wittich, dirigente sportivo tedesco
- 1972 - Christian Olde Wolbers, bassista belga
- 1972 - Budiman Yunus, ex calciatore indonesiano
- 1973 - Lorri Bagley, attrice statunitense
- 1973 - Augustin Călin, ex calciatore rumeno
- 1973 - Giò Di Tonno, cantante, cantautore e attore teatrale italiano
- 1973 - Timur Džabrailov, dirigente sportivo e ex calciatore russo
- 1973 - Sergej Efremov, politico e militare russo († 2025)
- 1973 - Ethan Erickson, attore statunitense
- 1973 - Michael Hollick, attore statunitense
- 1973 - Mika Kawamura, fumettista giapponese
- 1973 - Elton Koça, ex calciatore albanese
- 1973 - Justin Marshall, ex rugbista a 15, conduttore televisivo e imprenditore neozelandese
- 1973 - Maren Meinert, ex calciatrice e allenatrice di calcio tedesca
- 1973 - Nikos Nikolaou, ex calciatore cipriota
- 1973 - Sean Sherk, artista marziale misto statunitense
- 1974 - Ṙoman Berezovski, ex calciatore e allenatore di calcio armeno
- 1974 - Silvia Bolognesi, contrabbassista e produttrice discografica italiana
- 1974 - Giuseppe Bonito, regista italiano
- 1974 - Alvin Ceccoli, ex calciatore australiano
- 1974 - Stefano Chiantini, regista e sceneggiatore italiano
- 1974 - Emmanuel Dudu, artista nigeriano
- 1974 - Julio César Enciso, ex calciatore paraguaiano
- 1974 - Frankie Hejduk, ex calciatore statunitense
- 1974 - Bruce Horak, attore canadese
- 1974 - Kajol, attrice indiana
- 1974 - Valeriy Kechinov, ex calciatore uzbeko
- 1974 - Krista Kiuru, politica finlandese
- 1974 - De'Teri Mayes, ex cestista statunitense
- 1974 - Oleksandr Petriv, tiratore a segno ucraino
- 1974 - Muriel Sarkany, arrampicatrice belga
- 1974 - Antoine Sibierski, ex calciatore francese
- 1975 - Try Bennett, ex calciatore costaricano
- 1975 - Iddo Goldberg, attore israeliano
- 1975 - Manuele Guzzo, ex calciatore italiano
- 1975 - Dan Hipgrave, musicista, scrittore e conduttore televisivo inglese
- 1975 - Josep Jufré, ex ciclista su strada spagnolo
- 1975 - Oleg Kholkovskiy, ex calciatore kirghiso
- 1975 - Ousman Nyan, ex calciatore norvegese
- 1975 - Eicca Toppinen, violoncellista finlandese
- 1975 - Marek Zúbek, ex calciatore ceco
- 1976 - Gábor Balogh, pentatleta ungherese
- 1976 - Napoleon Beazley, assassino statunitense († 2002)
- 1976 - Carlos Chilavert, ex giocatore di calcio a 5 e allenatore di calcio a 5 paraguaiano
- 1976 - Terry Cooke, allenatore di calcio e ex calciatore inglese
- 1976 - Jewel De'Nyle, ex attrice pornografica e regista statunitense
- 1976 - Vitalij Dzerbjanëŭ, sollevatore bielorusso († 2022)
- 1976 - Marlene Favela, attrice e modella messicana
- 1976 - Jeff Friesen, ex hockeista su ghiaccio canadese
- 1976 - Jenniffer González, politica portoricana
- 1976 - Lazaros Iakōvou, ex calciatore cipriota
- 1976 - Kənan Kərimov, ex calciatore azero
- 1976 - İsmayıl Məmmədov, ex calciatore azero
- 1976 - Asen Nikolov, ex calciatore bulgaro
- 1976 - Marians Pahars, allenatore di calcio e ex calciatore lettone
- 1976 - Olympia Scott, ex cestista e allenatrice di pallacanestro statunitense
- 1976 - Damir Skomina, ex arbitro di calcio sloveno
- 1976 - Eugen Trică, allenatore di calcio e ex calciatore rumeno
- 1976 - Stefano Vignaroli, politico italiano
- 1976 - Patrick Winqvist, allenatore di calcio svedese
- 1977 - Håvard Bjerkeli, ex fondista norvegese
- 1977 - David Chang, imprenditore e personaggio televisivo statunitense
- 1977 - Henry Enamorado, ex calciatore honduregno
- 1977 - Hunico, wrestler statunitense
- 1977 - Soraya Jiménez, sollevatrice messicana († 2013)
- 1977 - Eva Marciel, attrice spagnola
- 1977 - Milorad Peković, ex calciatore montenegrino
- 1977 - Santiago Pérez, ex ciclista su strada spagnolo
- 1977 - Laron Profit, ex cestista e allenatore di pallacanestro statunitense
- 1977 - Drew Thorne-Thomsen, ex sciatore alpino statunitense
- 1977 - Ighli Vannucchi, ex calciatore e dirigente sportivo italiano
- 1978 - Will Allen, ex giocatore di football americano statunitense
- 1978 - Cosmin Bărcăuan, ex calciatore rumeno
- 1978 - Bryan Bracey, ex cestista statunitense
- 1978 - Michael Bridges, ex calciatore inglese
- 1978 - Lorrie Fair, ex calciatrice statunitense
- 1978 - Rita Faltoyano, ex attrice pornografica ungherese
- 1978 - Kim Gevaert, ex velocista belga
- 1978 - Franco Ianeselli, politico e sindacalista italiano
- 1978 - Harel Levy, allenatore di tennis e ex tennista israeliano
- 1978 - Hanatou Ouelgo, judoka burkinabé
- 1978 - Paula Poblete, politica e economista cilena
- 1978 - Patricia Wartusch, ex tennista austriaca
- 1978 - Zhang Xiaorui, dirigente sportivo, allenatore di calcio e ex calciatore cinese
- 1979 - Nikolaos Anastasopoulos, ex calciatore greco
- 1979 - Andrіj Bіlec'kyj, politico e militare ucraino
- 1979 - Brandon Chaves, giocatore di baseball statunitense
- 1979 - José Fidalgo, modello e attore portoghese
- 1979 - David Healy, allenatore di calcio e ex calciatore britannico
- 1979 - Majka, rapper e personaggio televisivo ungherese
- 1979 - Ruslan Qafitullin, ex calciatore azero
- 1979 - Yasser Romero, pallavolista e giocatore di beach volley cubano
- 1980 - Wayne Bridge, ex calciatore inglese
- 1980 - Salvador Cabañas, ex calciatore paraguaiano
- 1980 - Jason Čulina, ex calciatore australiano
- 1980 - Toni Doblas, allenatore di calcio e ex calciatore spagnolo
- 1980 - Eduardo Ribeiro dos Santos, ex calciatore brasiliano
- 1980 - Claire Guo, cantante taiwanese
- 1980 - Keijo Huusko, ex calciatore e ex giocatore di calcio a 5 finlandese
- 1980 - Jetsada Jitsawad, ex calciatore thailandese
- 1980 - Kaylani Lei, attrice pornografica filippina
- 1980 - Aleksandar Mitreski, ex calciatore macedone
- 1980 - Sara Papi, ex ginnasta italiana
- 1980 - Naja Rosa, cantante danese
- 1980 - Ann Simons, ex judoka belga
- 1980 - DJ Anas, disc jockey italiano
- 1980 - Sophie Winkleman, attrice britannica
- 1981 - David Clarke, ex hockeista su ghiaccio britannico
- 1981 - MaJic Dorsey, cestista statunitense
- 1981 - Peni Finau, calciatore figiano
- 1981 - Maik Franz, ex calciatore tedesco
- 1981 - Erik Guay, ex sciatore alpino canadese
- 1981 - Travie McCoy, rapper e cantautore statunitense
- 1981 - Nery Medina, ex calciatore honduregno
- 1981 - Dalal Midhat-Talakić, cantante bosniaca
- 1981 - Anna Rawson, golfista australiana
- 1981 - Kō Shibasaki, attrice e cantante giapponese
- 1981 - Karina Testa, attrice francese
- 1981 - Abdou Traoré, ex calciatore maliano
- 1981 - David Trapp, ex calciatore beliziano
- 1981 - Francesco Vitiello, attore e regista italiano
- 1981 - Justice Wamfor, ex calciatore camerunese
- 1981 - Sonam Dechen Wangchuck, principessa bhutanese
- 1981 - Jesse Williams, attore, modello e attivista statunitense
- 1981 - Norbert Witkowski, ex calciatore polacco
- 1982 - Bruno China, ex calciatore portoghese
- 1982 - Liron Cohen, ex cestista israeliana
- 1982 - Gino Coutinho, ex calciatore olandese
- 1982 - Brian Johns, nuotatore canadese
- 1982 - Lolo Jones, ostacolista e bobbista statunitense
- 1982 - Jean Kasusula, ex calciatore della Repubblica Democratica del Congo
- 1982 - Jiří Koubský, ex calciatore ceco
- 1982 - Rick Merlo, pallanuotista statunitense
- 1982 - Michele Pazienza, allenatore di calcio e ex calciatore italiano
- 1982 - Roberto Rossini, politico italiano
- 1982 - Ryu Seung-min, tennistavolista sudcoreano
- 1982 - Wei Ning, tiratrice a volo cinese
- 1982 - Stefanie de Roux, modella panamense
- 1983 - Anca Măroiu, schermitrice rumena
- 1983 - Gláuber, ex calciatore brasiliano
- 1983 - Korey Hall, giocatore di football americano statunitense
- 1983 - Jeff Larentowicz, ex calciatore statunitense
- 1983 - Hicham Mahdoufi, ex calciatore marocchino
- 1983 - Annika Mehlhorn, nuotatrice tedesca
- 1983 - Dumitru Popovici, calciatore moldavo
- 1983 - Dawn Richard, cantautrice, ballerina e attrice statunitense
- 1983 - Eudi Silva, ex calciatore brasiliano
- 1983 - Jérémy Sorbon, dirigente sportivo e ex calciatore francese
- 1983 - Kara Tointon, attrice britannica
- 1983 - Yoon Jin-seo, attrice sudcoreana
- 1984 - Battista Acquaviva, mezzosoprano francese
- 1984 - Eurípedes Amoreirinha, ex calciatore portoghese
- 1984 - Rashaun Broadus, ex cestista statunitense
- 1984 - Helene Fischer, cantante, ballerina e showgirl tedesca
- 1984 - Jordan Lotiès, ex calciatore francese
- 1984 - Nikola Rosić, pallavolista serbo
- 1984 - Makhtar Thioune, calciatore senegalese
- 1984 - Pina Turco, attrice italiana
- 1985 - Mohammed Ahamed, ex calciatore somalo
- 1985 - Zach Appelman, attore statunitense
- 1985 - Emy Bergamo, showgirl e attrice italiana
- 1985 - Laurent Ciman, allenatore di calcio e ex calciatore belga
- 1985 - Nikša Dobud, ex pallanuotista croato
- 1985 - Takeshi Fujiwara, velocista salvadoregno
- 1985 - Nik'oloz Gelashvili, ex calciatore georgiano
- 1985 - Kostadin Hazurov, allenatore di calcio e ex calciatore bulgaro
- 1985 - Heo Il-yeong, cestista sudcoreano
- 1985 - Othyus Jeffers, ex cestista statunitense
- 1985 - Salomon Kalou, ex calciatore ivoriano
- 1985 - Shin So-yul, attrice sudcoreana
- 1985 - Neda Lokas, ex cestista croata
- 1985 - Annalisa, cantautrice italiana
- 1985 - Michael Tobler, ex hockeista su ghiaccio svizzero
- 1985 - Gil Vermouth, ex calciatore israeliano
- 1985 - Erkan Zengin, calciatore e allenatore di calcio svedese
- 1986 - Jamie Baker, ex tennista britannico
- 1986 - Brendan Ryan Barrett, attore statunitense
- 1986 - Azzedine Doukha, ex calciatore algerino
- 1986 - Franklin Gómez, lottatore portoricano
- 1986 - Eileen Grench, schermitrice statunitense
- 1986 - Júlio César Godinho Catole, ex calciatore brasiliano
- 1986 - Ekaterina Kabešova, pallavolista russa
- 1986 - Christophe Laborie, ex ciclista su strada francese
- 1986 - Marcus Lewis, ex cestista statunitense
- 1986 - Johnny Marsiglia, rapper italiano
- 1986 - Mi Na, atleta paralimpica cinese
- 1986 - Asif Məmmədov, calciatore azero
- 1986 - Ellen Sprunger, ex multiplista svizzera
- 1986 - Aung Kyaw Tun, ex calciatore birmano
- 1986 - Khadijah Whittington, ex cestista statunitense
- 1986 - Tatsuhiro Yonemitsu, lottatore giapponese
- 1986 - Kathrin Zettel, ex sciatrice alpina austriaca
- 1987 - Bachtijar Achmedov, lottatore russo
- 1987 - Michail Bakaev, calciatore russo
- 1987 - Benjamin Compaoré, triplista francese
- 1987 - Genelia D'Souza, attrice e modella indiana
- 1987 - Zamir Daudi, ex calciatore tedesco
- 1987 - Cassie Davis, cantautrice australiana
- 1987 - Helena Fromm, taekwondoka tedesca
- 1987 - William Kamkwamba, inventore e scrittore malawiano
- 1987 - Lexi Belle, ex attrice pornografica statunitense
- 1987 - Rocky Fielding, pugile britannico
- 1987 - Clifford Mulenga, calciatore zambiano
- 1987 - Kevin Ogletree, ex giocatore di football americano statunitense
- 1987 - Chris Sandiford, attore canadese
- 1987 - Haukur Páll Sigurðsson, calciatore islandese
- 1987 - Nilson António da Veiga de Barros, ex calciatore capoverdiano
- 1988 - Giles Barnes, ex calciatore inglese
- 1988 - Laure Barthélémy, ex fondista francese
- 1988 - Melissa Bishop, mezzofondista canadese
- 1988 - Alessandra Camarda, pallavolista italiana
- 1988 - Danilo Carando, calciatore argentino
- 1988 - Iván Centurión, calciatore argentino
- 1988 - Fabio Cordi, snowboarder italiano
- 1988 - Mizuki Fujii, ex giocatrice di badminton giapponese
- 1988 - Gil Eun-hye, attrice sudcoreana
- 1988 - Hans Gruhne, canottiere tedesco
- 1988 - Michael Jamieson, ex nuotatore britannico
- 1988 - Stefanie Joosten, attrice e modella olandese
- 1988 - Camilla Kerslake, cantante britannica
- 1988 - Gabriel Méndez, calciatore argentino
- 1988 - Eddie Nolan, ex calciatore irlandese
- 1988 - Federica Pellegrini, personaggio televisivo e ex nuotatrice italiana
- 1988 - Aleksej Rubcov, arrampicatore russo
- 1988 - Kaimar Saag, calciatore estone
- 1988 - Mohamed Sakho, ex calciatore guineano
- 1989 - Amy Atkinson, mezzofondista
- 1989 - Michele Baranowicz, pallavolista italiano
- 1989 - Tal Ben Haim, ex calciatore israeliano
- 1989 - Ryan Bertrand, ex calciatore inglese
- 1989 - John Bocco, calciatore tanzaniano
- 1989 - Chasen Bradford, giocatore di baseball statunitense
- 1989 - Hunter Elliott, attore canadese
- 1989 - Emir Faccioli, calciatore argentino
- 1989 - Feng Shanshan, ex golfista cinese
- 1989 - Gia Grigalava, ex calciatore russo
- 1989 - Alexandru Ioniță, ex calciatore rumeno
- 1989 - Daniel Jasinski, discobolo tedesco
- 1989 - Darren Keet, calciatore sudafricano
- 1989 - Ermir Lenjani, calciatore svizzero
- 1989 - Marcelo Padilha Gonçalves, giocatore di calcio a 5 brasiliano
- 1989 - Cliff Matthews, giocatore di football americano statunitense
- 1989 - Rob Miller, rugbista a 15 inglese
- 1989 - Jessica Nigri, modella statunitense
- 1989 - Claudia Pop, cestista rumena
- 1989 - Nina Radojčić, cantante serba
- 1989 - Burim Sadiki, ex calciatore macedone
- 1989 - Grégory Sertic, ex calciatore francese
- 1989 - Matteo Villa, attore italiano
- 1989 - Angie Zapata, statunitense († 2008)
- 1989 - Dyego Zuffo, giocatore di calcio a 5 brasiliano
- 1990 - Márton Czirók, giocatore di football americano ungherese
- 1990 - Loris Damonte, calciatore italiano
- 1990 - Mathieu Gorgelin, calciatore francese
- 1990 - Elin Johansson, taekwondoka svedese
- 1990 - Johan Kappelhof, calciatore olandese
- 1990 - Wilfred Osuji, calciatore nigeriano
- 1990 - Jorge Pereyra Díaz, calciatore argentino
- 1990 - Patrick Reed, golfista statunitense
- 1990 - Álex Rodríguez Ledezma, calciatore panamense
- 1990 - Johannes Rohrweck, sciatore freestyle austriaco
- 1991 - Guido Andreozzi, tennista argentino
- 1991 - Sebastian Arzt, ex sciatore alpino austriaco
- 1991 - Célia Aymonier, ex biatleta e fondista francese
- 1991 - Francesca Bettrone, pattinatrice di velocità su ghiaccio italiana
- 1991 - Daniëlle van de Donk, calciatrice olandese
- 1991 - Ngozi Ebere, calciatrice nigeriana
- 1991 - Tim Eekman, calciatore olandese
- 1991 - Natsumi Fujita, pallavolista giapponese
- 1991 - Esteban Gutiérrez, ex pilota automobilistico messicano
- 1991 - Milovan Kapor, calciatore canadese
- 1991 - Rob Loe, cestista britannico
- 1991 - John Paul Reynolds, attore statunitense
- 1991 - Ronald Roberts, ex cestista statunitense
- 1991 - Sertaç Şanlı, cestista turco
- 1991 - Meegan Warner, attrice australiana
- 1991 - Andreas Weimann, calciatore austriaco
- 1991 - Wi Ha-joon, attore sudcoreano
- 1991 - Avni Yıldırım, pugile turco
- 1992 - Kenny Athiu, calciatore sudsudanese
- 1992 - Amer Bekić, calciatore bosniaco
- 1992 - Jessica Blaszka, lottatrice olandese
- 1992 - Chen Ding, marciatore cinese
- 1992 - Giacomo Cicognani, ex cestista italiano
- 1992 - Linda Eshun, calciatrice ghanese
- 1992 - Alex Fontana, pilota automobilistico svizzero
- 1992 - Lucas Hernández Perdomo, calciatore uruguaiano
- 1992 - Laurent Jans, calciatore lussemburghese
- 1992 - Kevin Johnson, giocatore di football americano statunitense
- 1992 - Ben Kerfoot, attore britannico
- 1992 - Diego Kostner, hockeista su ghiaccio italiano
- 1992 - Mariana Lessa, attrice brasiliana
- 1992 - Jack McInerney, ex calciatore statunitense
- 1992 - Ol'ga Podčufarova, ex biatleta russa
- 1992 - Rim Kwang-hyok, calciatore nordcoreano
- 1992 - Arsenio Valpoort, calciatore olandese
- 1992 - Bogić Vujošević, cestista serbo
- 1992 - Corey Walden, cestista statunitense
- 1992 - Tray Walker, giocatore di football americano statunitense († 2016)
- 1992 - Emilio Zeballos, ex calciatore uruguaiano
- 1993 - Yanara Aedo, calciatrice cilena
- 1993 - Vüqar Bəybalayev, ex calciatore azero
- 1993 - Kimberley Cazeau, calciatrice francese
- 1993 - Vakhtang Chanturishvili, calciatore georgiano
- 1993 - Giovanni Coccoluto, velista italiano
- 1993 - Matt Costello, cestista statunitense
- 1993 - Angelo Crescenzo, karateka italiano
- 1993 - Edafe Egbedi, calciatore nigeriano
- 1993 - Archford Gutu, calciatore zimbabwese
- 1993 - Sebastián Henao, ex ciclista su strada colombiano
- 1993 - Heo Ung, cestista sudcoreano
- 1993 - Sverrir Ingason, calciatore islandese
- 1993 - Manjrekar James, calciatore dominicense
- 1993 - Anna Köhler, bobbista tedesca
- 1993 - Shasiri Nahimana, calciatore burundese
- 1993 - Joshua Perkins, giocatore di football americano statunitense
- 1993 - Jozo Rados, cestista austriaco
- 1993 - Tommi Siirilä, pallavolista finlandese
- 1993 - Lorenzo Sommariva, snowboarder italiano
- 1993 - Martrell Spaight, giocatore di football americano statunitense
- 1993 - Nathaniel Wood, artista marziale misto inglese
- 1993 - Suzuka Ōgo, attrice giapponese
- 1994 - Artur Sérgio Batista de Souza, calciatore brasiliano
- 1994 - Jamilu Collins, calciatore nigeriano
- 1994 - Gazo, rapper francese
- 1994 - Kadir Hodžić, calciatore svedese
- 1994 - Vince Hunter, cestista statunitense
- 1994 - Shalom Luani, calciatore e giocatore di football americano samoano americano
- 1994 - Vüqar Mustafayev, ex calciatore azero
- 1994 - Sonni Nattestad, calciatore faroese
- 1994 - Stephen Newbold, velocista bahamense
- 1994 - Ben Osborn, calciatore inglese
- 1994 - Eddy Polanco, cestista statunitense
- 1994 - Martín Vladimir Rodríguez, calciatore cileno
- 1994 - Lorenzo Rosseti, calciatore italiano
- 1994 - Sebastian Schonlau, calciatore tedesco
- 1994 - Cindy Sember, ostacolista britannica
- 1994 - Yasutaka Uchiyama, tennista giapponese
- 1994 - Yuri Oliveira Lima, ex calciatore brasiliano
- 1995 - Scott Davies, ex ciclista su strada britannico
- 1995 - Marian Enache, canottiere rumeno
- 1995 - Leonardo Flores, calciatore venezuelano
- 1995 - Aleksandr Gan'kevič, cestista russo
- 1995 - Kylian Hazard, calciatore belga
- 1995 - Pierre-Emile Højbjerg, calciatore danese
- 1995 - Ziortza Isasi, ciclista su strada e pistard spagnola
- 1995 - Nick King, cestista statunitense
- 1995 - Jakob Lange, combinatista nordico tedesco
- 1995 - Jesper Manns, calciatore svedese
- 1995 - Boitumelo Masilo, mezzofondista botswano
- 1995 - Maria Naganawa, doppiatrice giapponese
- 1995 - Roberto Orlando, giavellottista italiano
- 1995 - Radovan Pankov, calciatore serbo
- 1995 - Ethan Pocic, giocatore di football americano statunitense
- 1995 - Henrik Røa, sciatore alpino norvegese
- 1995 - Stefano Sensi, calciatore italiano
- 1995 - Marcos Guilherme, calciatore brasiliano
- 1996 - Cho Seung-youn, cantautore, rapper e ballerino sudcoreano
- 1996 - Francesca Deagostini, ex ginnasta italiana
- 1996 - Daichi Kamada, calciatore giapponese
- 1996 - Rafał Makowski, calciatore polacco
- 1996 - Mai Murakami, ex ginnasta giapponese
- 1996 - Malik Reed, giocatore di football americano statunitense
- 1996 - Arno Schwarz, giocatore di football americano austriaco
- 1996 - Sophie Sundqvist, calciatrice svedese
- 1996 - Theodoros Tselidis, judoka greco
- 1997 - Mohammed Al Attas, calciatore emiratino
- 1997 - Yungblud, cantautore britannico
- 1997 - Olivia Holt, attrice, cantante e modella statunitense
- 1997 - Adam Irigoyen, attore e cantante statunitense
- 1997 - Bryan Passi, calciatore francese
- 1997 - Lazar Ranđelović, calciatore serbo
- 1997 - Luca Salvo, giocatore di football americano tedesco
- 1997 - Luther Singh, calciatore sudafricano
- 1997 - Laura Waem, ginnasta belga
- 1997 - Marcus Weathers, cestista statunitense
- 1997 - Michael Weathers, cestista statunitense
- 1997 - Clara van Wel, cantautrice neozelandese
- 1997 - Jack White, cestista australiano
- 1997 - Takahiro Yanagi, calciatore giapponese
- 1998 - João Almeida, ciclista su strada e pistard portoghese
- 1998 - Lucas Arcanjo, calciatore brasiliano
- 1998 - Monica Boggioni, nuotatrice italiana
- 1998 - Mimi Keene, attrice britannica
- 1998 - Patryk Klimala, calciatore polacco
- 1998 - Lara Maggio, artista marziale italiana
- 1998 - Elisa Maria Nakab, sciatrice freestyle italiana
- 1998 - Kevin Rüegg, calciatore svizzero
- 1998 - Pavel Sitnikov, pattinatore di short track russo
- 1998 - Abdulrahman Taiwo, calciatore nigeriano
- 1998 - Davion Taylor, giocatore di football americano statunitense
- 1998 - Ruben Vargas, calciatore svizzero
- 1998 - Michail Vekoviščev, nuotatore russo
- 1999 - Agla María Albertsdóttir, calciatrice islandese
- 1999 - Jordy Alcívar, calciatore ecuadoriano
- 1999 - Steve Avila, giocatore di football americano statunitense
- 1999 - Soltmurad Bakaev, calciatore russo
- 1999 - Erik Cais, pilota automobilistico ceco
- 1999 - Gabriel Chocobar, calciatore argentino
- 1999 - Alina Hrušyna, lottatrice ucraina
- 1999 - Alfusainey Jatta, calciatore gambiano
- 1999 - Thomas Keller, calciatore tedesco
- 1999 - Timo Kielich, ciclocrossista, ciclista su strada e mountain biker belga
- 1999 - Nikkita Lyons, wrestler statunitense
- 1999 - Edward McGinty, calciatore irlandese
- 1999 - Joël Monteiro, calciatore svizzero
- 1999 - Alen Mustafić, calciatore bosniaco
- 1999 - Olusegun Oluwatimi, giocatore di football americano statunitense
- 1999 - Alexei Popyrin, tennista australiano
- 1999 - Meltem Yıldızhan, cestista turca
- 2000 - Jonas Auer, calciatore austriaco
- 2000 - Gerónimo Bortagaray, calciatore uruguaiano
- 2000 - D.J. Carton, cestista statunitense
- 2000 - Rafael Fernández Inzunza, calciatore messicano
- 2000 - Jérémy Gillet, attore belga
- 2000 - Mees Hendrikx, ciclocrossista e ciclista su strada olandese
- 2000 - Filip Hlevnjak, calciatore croato
- 2000 - Anshu Malik, lottatrice indiana
- 2000 - Lenny Pintor, calciatore francese
- 2000 - Lucas Sanseviero, calciatore uruguaiano
- 2000 - Ali Youssef, calciatore svedese
- 2000 - Michele Šego, calciatore croato

## XXI secolo(18)
- 2001 - Marcus Bundgaard, calciatore danese
- 2001 - Jasmin Coratti, snowboarder italiana
- 2001 - Anthony Edwards, cestista statunitense
- 2001 - Chukwubuikem Ikwuemesi, calciatore nigeriano
- 2001 - Ethan Laird, calciatore inglese
- 2001 - Bine Prepelič, cestista sloveno
- 2001 - Ren Satō, pilota automobilistico giapponese
- 2001 - Josie Totah, attrice statunitense
- 2002 - Mitar Ergelaš, calciatore serbo
- 2002 - Otto Hindrich, calciatore rumeno
- 2002 - Lenny Krieg, giocatore di football americano tedesco
- 2002 - Matthew Strazel, cestista francese
- 2003 - Lucas Gourna-Douath, calciatore francese
- 2003 - Arquímides Ordóñez, calciatore guatemalteco
- 2004 - Gavi, calciatore spagnolo
- 2005 - Emilio Aristizábal, calciatore colombiano
- 2005 - Dino Prižmić, tennista croato
- 2005 - Alexandra Rexová, sciatrice alpina slovacca

## Senza anno specificato(1)
- Maria Domenica del Liechtenstein, principessa austriaca († 1724)